# Alice Mangione
Alice Mangione (Niscemi, 19 gennaio 1997) è una velocista italiana.

## Biografia
All'età di 15 anni si trasferì da Niscemi, sua città natale, a Palermo, dove ad allenarla c'era il tecnico Gaspare Polizzi. Dal 2016 è invece allenata da Francesca Siracusa. Il suo più importante risultato internazionale a livello giovanile risale al 2015, quando conquistò la medaglia d'argento nella staffetta 4×400 metri ai campionati europei juniores di Eskilstuna; nel corso della stessa rassegna si classificò invece quarta nella gara dei 400 metri piani. Lo stesso anno ricevette la sua prima convocazione in nazionale assoluta per partecipare al DécaNation di Parigi, al quale però non prese parte a causa di un infortunio. 
Nel 2018 si è spostata a Roma per farsi seguire da Marta Oliva e nel 2019 ha conquistato la medaglia di bronzo ai campionati italiani assoluti di Bressanone nei 400 metri piani. Nello stesso anno viene convocata in nazionale assoluta, in occasione dei campionati europei a squadre e dei mondiali, per la 4×400 m e per la 4×400 m mista, senza tuttavia riuscire a gareggiare. Nel 2020 vince il titolo nazionale dei 400 metri piani ai campionati assoluti di Padova.
Dal mese di gennaio 2021 entra a far parte del Centro Sportivo Esercito. Nel febbraio dello stesso anno partecipa ai campionati italiani assoluti indoor di Ancona, dove ottiene la medaglia d'argento nei 400 metri con il crono di 53"01. Dal 4 al 7 marzo partecipa ai campionati europei indoor di Toruń dove, nonostante il record personale con il crono di 52"73, è la prima esclusa dalle semifinali. Nella stessa competizione partecipa, insieme a Rebecca Borga, Eloisa Coiro ed Eleonora Marchiando alla staffetta 4×400 metri, ottenendo il quarto posto in finale e il record italiano indoor con il tempo di 3'30"32.
Il 2 maggio conquista la medaglia d'oro alle World Relays nella staffetta 4×400 m mista con Giancarla Trevisan, Davide Re ed Edoardo Scotti con un crono di 3'16"60, correndo in terza frazione (51"69). Il 26 giugno, ai campionati italiani di Rovereto, con un crono di 52"09, conquista il suo secondo titolo italiano assoluto sui 400 metri piani davanti alle compagne di società Maria Benedicta Chigbolu e Raphaela Lukudo.
Il 5 marzo 2023 si aggiudica la medaglia d'argento agli Europei indoor di Istanbul nella staffetta 4×400 m, siglando anche il nuovo record italiano con il tempo di 3'28"61. Ai campionati mondiali di Budapest nelle batterie della staffetta 4x400 m contribuisce a migliorare il record italiano con il crono di 3'23"86 ottenendo la qualificazione in finale, conclusa in settima posizione. 
Nel 2024, agli europei di Roma, vince la medaglia d'argento nella staffetta 4x400 metri mista. Nella staffetta 4x400 metri femminile (conclusa al quarto posto) migliora insieme a Ilaria Accame, Giancarla Trevisan e Anna Polinari il record nazionale realizzato a Budapest, abbassandolo a 3'23"40. Nella gara individuale è la prima esclusa dalla finale con il nono tempo assoluto (51’’34).
Nel meeting di Madrid del 21 giugno 2024 percorre i 400 metri piani in 51"10, realizzando il secondo miglior tempo italiano di sempre, dopo Libania Grenot.
Il 6 agosto 2024, nel turno di ripescaggio dei 400 metri piani alle Olimpiadi di Parigi, ritocca il suo primato personale in 51"07 che riconferma a Ginevra il 21 giugno 2025. 
Il 29 giugno 2025, durante i Campionati europei a squadre di atletica leggera 2025 di Madrid, stabilisce il record italiano della staffetta 4x400 mista (3'9"66) insieme a Edoardo Scotti, Virginia Troiani e Vladimir Aceti.

## Record nazionali
- 400 metri piani indoor: 51"75 ( Karlsruhe, 7 febbraio 2025)
- Staffetta 4×400 metri: 3'23"40 ( Roma, 12 giugno 2024) (Ilaria Accame, Giancarla Trevisan, Anna Polinari, Alice Mangione)
- Staffetta 4×400 metri indoor: 3'28"61 ( Istanbul, 6 marzo 2023) (Alice Mangione, Ayomide Folorunso, Anna Polinari, Eleonora Marchiando)
- Staffetta 4×400 metri mista: 3'09"66 ( Madrid, 29 giugno 2025) (Edoardo Scotti, Virginia Troiani, Vladimir Aceti, Alice Mangione)

## Progressione

### 200 metri piani
| Stagione | Tempo | Luogo   | Data      | Rank. Mond. |
| -------- | ----- | ------- | --------- | ----------- |
| 2024     | 23"16 | Roma    | 18-5-2024 |             |
| 2023     | 23"50 | Milano  | 14-5-2023 |             |
| 2022     | 24"06 | Rieti   | 15-5-2020 | 935ª        |
| 2020     | 23"75 | Rieti   | 8-8-2020  | 116ª        |
| 2019     | 24"50 | Orvieto | 19-7-2019 | 1648ª       |
| 2018     | 24"74 | Firenze | 27-5-2018 | 2276ª       |
| 2017     | 24"41 | Messina | 25-6-2017 | 1311ª       |
| 2016     | 24"88 | Palermo | 8-5-2016  | 2424ª       |
| 2015     | 24"48 | Torino  | 26-7-2015 | 1360ª       |
| 2014     | 24"46 | Orvieto | 28-9-2014 | 1318ª       |
| 2013     | 25"77 | Rieti   | 29-9-2013 | –           |

### 400 metri piani
| Stagione | Tempo | Luogo      | Data       | Rank. Mond. |
| -------- | ----- | ---------- | ---------- | ----------- |
| 2025     | 51"07 | Ginevra    | 21-6-2025  |             |
| 2024     | 51"07 | Parigi     | 6-8-2024   |             |
| 2023     | 51"55 | Chorzów    | 23-6-2023  |             |
| 2022     | 51"47 | Ginevra    | 11-6-2022  | 68ª         |
| 2021     | 51"74 | Ginevra    | 12-6-2021  | 89ª         |
| 2020     | 52"70 | Padova     | 29-8-2020  | 69ª         |
| 2019     | 53"45 | Bressanone | 26-7-2019  | 330ª        |
| 2018     | 54"64 | Modena     | 23-6-2018  | 767ª        |
| 2017     | 54"12 | Firenze    | 10-6-2017  | 557ª        |
| 2016     | 54"67 | Imperia    | 2-7-2016   | 752ª        |
| 2015     | 53"46 | Torino     | 25-7-2015  | 314ª        |
| 2014     | 54"80 | Rieti      | 22-6-2014  | 735ª        |
| 2013     | 56"03 | Brasilia   | 30-11-2013 | 1470ª       |

## Palmarès
| Anno | Manifestazione   | Sede       | Evento        | Risultato  | Prestazione | Note                                     |
| ---- | ---------------- | ---------- | ------------- | ---------- | ----------- | ---------------------------------------- |
| 2013 | Mondiali U18     | Donec'k    | 400 m piani   | Batteria   | 56"76       |                                          |
| 2013 | Mondiali U18     | Donec'k    | Svedese       | Batteria   | 2'11"25     |                                          |
| 2014 | Mondiali U20     | Eugene     | 4×400 m       | Batteria   | 3'43"06     |                                          |
| 2015 | Europei U20      | Eskilstuna | 400 m piani   | 6ª         | 53"80       |                                          |
| 2015 | Europei U20      | Eskilstuna | 4×400 m       | Argento    | 3'37"45     |                                          |
| 2016 | Mondiali U20     | Bydgoszcz  | 4×400 m       | 8ª         | 3'42"53     |                                          |
| 2018 | Mediterraneo U23 | Jesolo     | 4×400 m       | Oro        | 3'37"88     |                                          |
| 2019 | Europei U23      | Gävle      | 4×400 m       | 5ª         | 3'36"96     |                                          |
| 2021 | Europei indoor   | Toruń      | 400 m piani   | Batteria   | 52"73       | Miglior prestazione personale            |
| 2021 | Europei indoor   | Toruń      | 4×400 m       | 4ª         | 3'30"32     | Record nazionale                         |
| 2021 | World Relays     | Chorzów    | 4×400 m mista | Oro        | 3'16"60     |                                          |
| 2021 | Giochi olimpici  | Tokyo      | 4×400 m       | Batteria   | 3'27"74     |                                          |
| 2021 | Giochi olimpici  | Tokyo      | 4×400 m mista | Batteria   | 3'13"51     | Record nazionale                         |
| 2022 | Mondiali         | Eugene     | 400 m piani   | Batteria   | 52"72       |                                          |
| 2022 | Mondiali         | Eugene     | 4×400 m       | 7ª         | 3'26"45     | Miglior prestazione personale stagionale |
| 2022 | Mondiali         | Eugene     | 4×400 m mista | 7ª         | 3'16"45     |                                          |
| 2022 | Europei          | Monaco     | 400 m piani   | Semifinale | 52"02       |                                          |
| 2022 | Europei          | Monaco     | 4x400 m       | Batteria   | 3'28"14     |                                          |
| 2023 | Europei indoor   | Istanbul   | 400 m piani   | Semifinale | 53"66       |                                          |
| 2023 | Europei indoor   | Istanbul   | 4×400 m       | Argento    | 3'28"61     | Record nazionale                         |
| 2023 | Giochi europei   | Chorzów    | A squadre     | Oro        | 426,5 p.    | [ 7 ]                                    |
| 2023 | Mondiali         | Budapest   | 400 m piani   | Batteria   | 51"57       |                                          |
| 2023 | Mondiali         | Budapest   | 4×400 m       | 7ª         | 3'24"98     | [ 8 ]                                    |
| 2023 | Mondiali         | Budapest   | 4×400 m mista | Batteria   | 3'14"54     |                                          |
| 2024 | Europei          | Roma       | 400 m piani   | Semifinale | 51"34       | Miglior prestazione personale            |
| 2024 | Europei          | Roma       | 4×400 m       | 4ª         | 3'23"40     | Record nazionale                         |
| 2024 | Europei          | Roma       | 4×400 m mista | Argento    | 3'10"69     | Record nazionale                         |
| 2024 | Giochi olimpici  | Parigi     | 400 m piani   | Batteria   | 51"60       |                                          |
| 2024 | Giochi olimpici  | Parigi     | 4×400 m       | Batteria   | 3'26"50     |                                          |
| 2024 | Giochi olimpici  | Parigi     | 4×400 m mista | 6º         | 3'11"84     |                                          |
| 2025 | Europei indoor   | Apeldoorn  | 400 m piani   | 6ª         | 51"84       |                                          |
| 2025 | World Relays     | Guangzhou  | 4x400 m       | 5ª         | 3'26"40     |                                          |

## Campionati nazionali
- 4 volte campionessa nazionale assoluta dei 400 m piani (2020, 2021, 2022, 2024)
- 1 volta campionessa nazionale assoluta indoor dei 400 m piani (2025)
- 2 volte campionessa nazionale allievi dei 400 m piani (2013, 2014)

2013
- Bronzo ai campionati italiani assoluti (Milano), 4×400 m - 3'43"83
- Oro ai campionati italiani allievi (Jesolo), 400 m piani - 57"30

2014
- Oro ai campionati italiani allievi (Rieti), 400 m piani - 54"80

2015
- Argento ai campionati italiani juniores (Rieti), 400 m piani - 53"95
- 5ª ai campionati italiani assoluti (Torino), 200 m piani - 24"48
- 6ª ai campionati italiani assoluti (Torino), 400 m piani - 53"46

2016
- 4ª ai campionati italiani juniores (Bressanone), 400 m piani - 55"25

2017
- 4ª ai campionati italiani promesse (Firenze), 400 m piani - 54"12
- eliminata in batteria ai campionati italiani assoluti (Trieste), 200 m piani - 24"87
- eliminata in batteria ai campionati italiani assoluti (Trieste) - 400 m piani - 55"05

2018
- Bronzo ai campionati italiani promesse (Agropoli), 400 m piani - 55"06

2019
- 6ª ai campionati italiani promesse (Rieti), 400 m piani - 55"27
- Bronzo ai campionati italiani assoluti (Bressanone), 400 m piani - 53"58

2020
- Oro ai campionati italiani assoluti (Padova), 400 m piani - 52"70
- Bronzo ai campionati italiani assoluti, staffetta 4x400 m - 3'41"01

2021
- Argento ai campionati italiani assoluti indoor (Ancona), 400 m piani - 53"01
- Oro ai campionati italiani assoluti (Rovereto), 400 m piani - 52"09

2022
- Oro ai campionati italiani assoluti (Rieti), 400 m piani - 51"65

2023
- Argento ai campionati italiani assoluti indoor (Ancona), 400 m piani - 52"69

2024
- Oro ai campionati italiani assoluti (La Spezia), 400 m piani - 51"57

2025
- Oro ai campionati italiani assoluti indoor, 400 m piani - 52"18

## Altre competizioni internazionali
2013
- Bronzo alle Gymnasiadi ( Brasilia), 400 m piani - 56"03
- Argento alle Gymnasiadi ( Brasilia), staffetta svedese - 2'11"53

2020
- 8ª al Golden Gala Pietro Mennea ( Roma), 400 m piani - 52"78

2023
- Campionati europei a squadre di atletica leggera ( Chorzów)
- 8ª al Golden Gala Pietro Mennea ( Firenze), 400 m piani - 52"61

2025
- Campionati europei a squadre di atletica leggera ( Madrid)
- Argento ai Campionati europei a squadre di atletica leggera ( Madrid), 4x400 m mista - 3'09"66